# コモンキングヘビ
コモンキングヘビ（Lampropeltis getula）は、有鱗目ナミヘビ科キングヘビ属に分類されるヘビ。別名トウブキングヘビ。

## 分布
アメリカ合衆国（アラバマ州、サウスカロライナ州、ジョージア州、デラウェア州、ニュージャージー州、ノースカロライナ州、バージニア州、フロリダ州、メリーランド州）

## 形態
最大全長200cm。繁殖個体は様々な品種がいるためこの限りではない。黒い体色に細く白い帯模様が鎖状に入る。

## 生態
砂漠や森林、草原、農耕地等、様々な環境に生息する。
食性は動物食で、魚類、両生類、小型爬虫類、鳥類やその卵、小型哺乳類等を食べる。 
繁殖形態は卵生で、1回に5-24個の卵を数回に分けて産む。
現地では脅威とされているガラガラヘビをも食べてしまう（毒への耐性を持ち合わせている）ことが、ヘビの王＝キングヘビの名称の由来になっている。

## 人間との関係
ペットとして飼育されることもあり、日本にも輸入されている。コーンスネークに次いでヘビの中では飼育の歴史も古い。飼育、繁殖とも易しく脱走に気をつければさほど大型のケージを使わずとも飼育できる。
野生下では爬虫類を好む傾向にあるが、飼育にあたっては専門店等で販売されている冷凍マウスや冷凍ラットを個体の大きさに合わせて与えるだけで問題ない。多くの個体が旺盛に餌を食べるが同種も食べてしまうので、繁殖で一時的にオスとメスを同じケージに入れる場合を除いては基本的には単独飼育となる。飼育下では多くの品種が作られている。